# Lliga cèltica de rugbi 2019-2020
La Lliga cèltica de rugbi 2018-2019 és la temporada 2019-2020 de la Lliga cèltica de rugbi on el vigent campió són el Leinster Rugby que defensa el títol conservat l'any passat, s'inicià el 27 de setembre del 2019 i s'acabà el 12 de setembre del 2020. Per tercera vegada de seguida, el Leinster Rugby guanyà el campionat enfront l'Ulster Rugby.

## Fase preliminar
| Clubs                  | BRT           | CB      | TC      | CR      | ER              | GW             | SK      | S               | LR      | MR      | NGD     | O       | UR      | Z               |
| ---------------------- | ------------- | ------- | ------- | ------- | --------------- | -------------- | ------- | --------------- | ------- | ------- | ------- | ------- | ------- | --------------- |
| Benetton Rugby Treviso |               | 28 – 31 |         |         | 18 – 16         | 19 – 38        | 36 – 30 |                 | 27 – 32 |         |         |         | 0 – 0   | 36 – 25 13 – 17 |
| Cardiff Blues          | 34 – 24       |         | 30 – 17 |         | 11 – 19         |                |         | 14 – 16         |         | 23 – 33 | 16 – 12 | 29 – 20 |         |                 |
| Toyota Cheetahs        |               |         |         |         |                 | 48 – 14        | 45 – 0  |                 |         | 40 – 16 |         |         | 63 – 26 |                 |
| Connacht Rugby         | 41 – 5        | 29 – 0  | 24 – 22 |         |                 |                | 24 – 12 |                 | 11 – 42 | 14 – 19 |         |         | 26 – 20 |                 |
| Edinburgh Rugby        |               | 14 – 6  |         | 41 – 14 |                 | 29 – 19 3 – 15 | 61 – 13 | 46 – 7          |         |         | 20 – 7  |         |         | 50 – 15         |
| Glasgow Warriors       |               | 17 – 13 |         |         | 20 – 16 15 – 30 |                | 50 – 0  | 21 – 25         | 10 – 23 |         | 34 – 19 |         |         | 56 – 24         |
| Southern Kings         |               | 27 – 31 | 30 – 31 | 19 – 29 |                 |                |         |                 |         | 20 – 31 |         |         | 17 – 42 |                 |
| Scarlets               | 20 – 17       | 32 – 12 | 17 – 13 | 18 – 10 | 9 – 14          |                | 36 – 17 |                 |         |         |         | 44 – 0  |         | 54 – 10         |
| Leinster Rugby         |               |         | 36 – 12 | 54 – 7  | 40 – 14         | 55 – 19        |         |                 |         | 27 – 25 | 50 – 15 | 53 – 5  | 54 – 42 |                 |
| Munster Rugby          |               |         |         | 49 – 12 | 16 – 18         |                | 68 – 3  | 29 – 10         | 6 – 13  |         | 39 – 9  | 28 – 12 | 22 – 16 |                 |
| Newport Gwent Dragons  | 25 – 37       |         | 13 – 10 | 14 – 38 |                 | 18 – 5         |         | 22 – 20 20 – 41 |         |         |         | 25 – 18 |         | 12 – 39         |
| Ospreys Rugby          | 24 – 20       | 16 – 19 | 13 – 18 | 10 – 20 |                 |                | 14 – 16 |                 | 13 – 21 |         | 20 – 20 |         | 26 – 24 |                 |
| Ulster Rugby           |               | 23 – 14 | 20 – 10 | 35 – 3  |                 |                |         | 29 – 5          | 10 – 28 | 38 – 17 |         | 38 – 14 |         | 22 – 7          |
| Zebre                  | 8 – 13 9 – 16 |         | 41 – 13 |         |                 | 7 – 31         |         |                 | 0 – 3   | 0 – 28  | 28 – 52 | 0 – 0   |         |                 |

## Classificació
| Classificació general de la Lliga cèltica | Classificació general de la Lliga cèltica | Classificació general de la Lliga cèltica | Classificació general de la Lliga cèltica | Classificació general de la Lliga cèltica | Classificació general de la Lliga cèltica | Classificació general de la Lliga cèltica | Classificació general de la Lliga cèltica | Classificació general de la Lliga cèltica | Classificació general de la Lliga cèltica | Classificació general de la Lliga cèltica | Classificació general de la Lliga cèltica | Classificació general de la Lliga cèltica | Classificació general de la Lliga cèltica | Classificació general de la Lliga cèltica |
| Conferència A                             | Conferència A                             | Conferència A                             | Conferència A                             | Conferència A                             | Conferència A                             | Conferència A                             | Conferència A                             | Conferència A                             | Conferència A                             | Conferència A                             | Conferència A                             | Conferència A                             | Conferència A                             | Conferència A                             |
| Class.                                    | Clubs                                     | Pts                                       | J                                         | G                                         | E                                         | P                                         | B0                                        | BD                                        | pf                                        | pc                                        | p±                                        | af                                        | ac                                        | a±                                        |
| ----------------------------------------- | ----------------------------------------- | ----------------------------------------- | ----------------------------------------- | ----------------------------------------- | ----------------------------------------- | ----------------------------------------- | ----------------------------------------- | ----------------------------------------- | ----------------------------------------- | ----------------------------------------- | ----------------------------------------- | ----------------------------------------- | ----------------------------------------- | ----------------------------------------- |
| 1.                                        | Leinster Rugby                            | 69                                        | 15                                        | 15                                        | 0                                         | 0                                         | 9                                         | 0                                         | 531                                       | 216                                       | 315                                       | 74                                        | 28                                        | 46                                        |
| 2.                                        | Ulster Rugby                              | 44                                        | 15                                        | 8                                         | 1                                         | 6                                         | 7                                         | 3                                         | 385                                       | 306                                       | 79                                        | 50                                        | 40                                        | 10                                        |
| 3.                                        | Glasgow Warriors                          | 38                                        | 15                                        | 8                                         | 0                                         | 7                                         | 5                                         | 1                                         | 364                                       | 329                                       | 35                                        | 53                                        | 42                                        | 11                                        |
| 4.                                        | Toyota Cheetahs                           | 32                                        | 13                                        | 6                                         | 0                                         | 7                                         | 5                                         | 3                                         | 342                                       | 280                                       | 62                                        | 48                                        | 32                                        | 16                                        |
| 5.                                        | Newport Gwent Dragons                     | 24                                        | 15                                        | 5                                         | 1                                         | 9                                         | 1                                         | 1                                         | 283                                       | 415                                       | -132                                      | 35                                        | 53                                        | -18                                       |
| 6.                                        | Zebre                                     | 21                                        | 15                                        | 3                                         | 1                                         | 11                                        | 4                                         | 3                                         | 230                                       | 399                                       | -169                                      | 29                                        | 56                                        | -27                                       |
| 7.                                        | Ospreys Rugby                             | 17                                        | 15                                        | 2                                         | 2                                         | 11                                        | 1                                         | 4                                         | 205                                       | 375                                       | -170                                      | 21                                        | 45                                        | -24                                       |
| Conferència B                             |                                           |                                           |                                           |                                           |                                           |                                           |                                           |                                           |                                           |                                           |                                           |                                           |                                           |                                           |
| Class.                                    | Clubs                                     | Pts                                       | J                                         | G                                         | E                                         | P                                         | B0                                        | BD                                        | pf                                        | pc                                        | p±                                        | af                                        | ac                                        | a±                                        |
| 1.                                        | Edinburgh Rugby                           | 51                                        | 15                                        | 11                                        | 0                                         | 4                                         | 5                                         | 2                                         | 391                                       | 225                                       | 166                                       | 47                                        | 27                                        | 20                                        |
| 2.                                        | Munster Rugby                             | 51                                        | 15                                        | 10                                        | 0                                         | 5                                         | 8                                         | 3                                         | 426                                       | 255                                       | 171                                       | 53                                        | 26                                        | 27                                        |
| 3.                                        | Scarlets                                  | 47                                        | 15                                        | 10                                        | 0                                         | 5                                         | 5                                         | 2                                         | 354                                       | 274                                       | 80                                        | 46                                        | 34                                        | 12                                        |
| 4.                                        | Connacht Rugby                            | 40                                        | 15                                        | 8                                         | 0                                         | 7                                         | 7                                         | 1                                         | 302                                       | 360                                       | -58                                       | 41                                        | 48                                        | -7                                        |
| 5.                                        | Benetton Rugby Treviso                    | 36                                        | 15                                        | 6                                         | 1                                         | 8                                         | 5                                         | 5                                         | 309                                       | 350                                       | -41                                       | 39                                        | 45                                        | -6                                        |
| 6.                                        | Cardiff Blues                             | 33                                        | 15                                        | 7                                         | 0                                         | 8                                         | 3                                         | 2                                         | 283                                       | 327                                       | -44                                       | 30                                        | 38                                        | -8                                        |
| 7.                                        | Southern Kings                            | 7                                         | 13                                        | 1                                         | 0                                         | 12                                        | 0                                         | 3                                         | 204                                       | 498                                       | -294                                      | 23                                        | 75                                        | -52                                       |

## Fase final
| Semifinals      | Semifinals | Semifinals    |
| --------------- | ---------- | ------------- |
| Leinster Rugby  | 13 – 3     | Munster Rugby |
| Edinburgh Rugby | 19 – 22    | Ulster Rugby  |

| Final          | Final  | Final        |
| -------------- | ------ | ------------ |
| Leinster Rugby | 27 – 5 | Ulster Rugby |

| Campió         |
| -------------- |
| Leinster Rugby |